# Dicra nodicornis
Dicra nodicornis là một loài bọ cánh cứng trong họ Cerambycidae.